# Bell YAH-63
Bell YAH-63 (Bell Model 409) – amerykański, prototypowy śmigłowiec firmy Bell Helicopter Textron, który wziął udział w konkursie na nowy zaawansowany śmigłowiec szturmowy dla US Army (Advanced Attack Helicopter). Zwycięzcą rywalizacji okazał się Hughes Model 77/YAH-64, czyli późniejszy Boeing AH-64 Apache.

## Historia

### Geneza
Amerykańskie doświadczenia zdobyte podczas kofliktu w Wietnamie unaoczniły potrzebę posiadania śmigłowca zdolnego do zapewnienia wsparcia ogniowego jednostkom operującym na ziemi. Pierwszą próbą (udaną) zbudowania maszyny zdolnej do wypełniania tego typu zadań była budowa śmigłowca Bell AH-1 Cobra, który powstał w wyniku głębokiej modyfikacji wielozadaniowego Bell UH-1 Huey. Pierwszym programem mającym na celu zbudowanie maszyny szturmowej od podstaw był ogłoszony w 1964 roku konkurs na nowy, zaawansowany system wsparcia ogniowego z powietrza (Advanced Aerial Fire Support System/AAFSS). Główny akcent w konkursie położono na uzyskanie przez śmigłowiec bardzo dużej szybkości maksymalnej w locie. Efektem prac prowadzonych w ramach AAFSS był Lockheed AH-56 Cheyenne. Niestety jego skomplikowana konstrukcja, wynikająca z potrzeby osiągnięcia przez śmigłowiec prędkości rzędu 400 km/h była powodem kilku katastrof. W międzyczasie, amerykańscy planiści doszli do wniosku, że zdecydowana większość zadań stawianych przed śmigłowcami szturmowymi, może zostać wykonana przez maszyny operujące ze zdecydowanie mniejszą prędkością 268 km/h. Zrezygnowano również z wymagania dotyczącego użycia jednego silnika faworyzując użycie dwóch silników, zwiększających szanse przetrwania na współczesnym polu walki w wypadku uszkodzenia jednej z jednostek napędowych. Nowa strategia użycia śmigłowców szturmowych znalazła swój wyraz w 1972 roku, kiedy to US Army ogłosiła nowy konkurs na zaawansowany śmigłowiec szturmowy Advanced Attack Helicopter (AAH).

### Advanced Attack Helicopter
Tak jak w przypadku AAFSS, warunki techniczne jakie musiały spełniać maszyny biorące udział w konkursie, wywodziły się z doświadczeń wietnamskich, to w przypadku AAH, o warunkach technicznych zadecydowała wojna, która się jeszcze nie odbyła, III wojna światowa. Sen z powiek amerykańskim strategom podczas zimnej wojny spędzał rejon w Europie zwany Fulda Gap (luka fuldańska). Był to nizinny rejon pomiędzy Niemcami Wschodnimi i Zachodnimi, który był jedną z dwóch alternatywnych dróg, jakimi pancerne zagony Związku Radzieckiego i państw Układu Warszawskiego miały wtargnąć do Europy Zachodniej. Nazwa pochodzi od miasta Fulda, z rejonu którego miał się rozpocząć atak radzieckich jednostek zmotoryzowanych, które posuwając się pomiędzy okolicznymi górami, miały zająć Frankfurt nad Menem.
Podczas całego okresu zimnej wojny radziecka przewaga w liczbie czołgów była przygniatająca. Według amerykańskich strategów radziecka dominacja na lądzie miała zostać zniwelowana amerykańską przewagą w powietrzu. Taki był również cel powstania nowego śmigłowca szturmowego, którego głównym zadaniem miało być niszczenie za pomocą kierowanych pocisków przeciwpancernych nieprzyjacielskich czołgów. Zakładano, że do niszczenia siły żywej i pojazdów lekko lub nie opancerzonych wystarczy ogień z szybkostrzelnego działka kalibru 30 mm lub niekierowane pociski rakietowe kal. 70 mm. Maszyna miała mieć zdolność do operowania w każdych warunkach atmosferycznych, w dzień i w nocy. Wielkość śmigłowca miała pozwalać na transport dwóch maszyn na pokładzie samolotu Lockheed C-141 Starlifter. Konstrukcja miała umożliwiać osiągnięcie krótkotrwałej prędkości maksymalnej rzędu 268 km/h. Śmigłowiec miał być zdolny do wykonania zawisu przy temperaturze powietrza 35° na wysokości 1219 m, zasięg przebazowania miał wynosić 1482 km. Wymagano również aby w nowej konstrukcji użyto dwóch silników turbowałowych General Electric T700-GE-700, takich samych jakich użyto w transportowym Sikorsky UH-60 Black Hawk. Dzięki takiemu rozwiązaniu spodziewano się zmniejszenia kosztów eksploatacji i obsługi. Nowa maszyna miała również zapewnić przeżycie załodze przy upadku na ziemie z prędkością 12 m/s. Do konkursu stanęły Bell Helicopter Textron, Boeing Vertol, Hughes Aircraft Company, Lockheed Corporation i Sikorsky Aircraft Corporation. 22 czerwca 1973 roku ogłoszono, że finalistami zostały konstrukcje Bella i Toolco Aircraft Division koncernu Hughes Aircraft. Obie firmy podpisały kontrakty na zbudowanie swoich prototypów. Maszyna Bella otrzymała oznaczenie YAH-63 a Hughesa YAH-64.

### Projekt
31 stycznia 1975 roku ukończono budowę prototypu przeznaczonego do prób naziemnych. 1 października tego samego roku do swojego pierwszego lotu wzniósł się prototyp oznaczony numerem 74-22246, 21 grudnia do prób w locie dołączył drugi prototyp YAH-63 (73-22247). Było to istotne dla Bella, ponieważ w czerwcu 1976 roku pierwsza z maszyn przeznaczona do prób w locie uległa rozbiciu podczas lądowania. Kontynuowano dalsze testy, włączając do lotów jeden z prototypów początkowo przeznaczonych tylko do prób naziemnych. W lutym 1976 roku US Army zadecydowała, że podstawowym uzbrojeniem przeciwpancernym śmigłowców będą pociski AGM-114 Hellfire. W czerwcu tego samego roku na terenie Edwards Air Force Base rozpoczęły się próby porównawcze dwóch egzemplarzy YAH-63 i dwóch YAH-64. 10 grudnia 1976 roku ogłoszono wyniki rywalizacji, z której zwycięsko wyszedł YAH-64, późniejszy Boeing AH-64 Apache. Tak zakończyła się krótka historia śmigłowca Bella, jeden z prototypów został jeszcze wykorzystany do badania skutków zderzenia z ziemią przy prędkości 12,8 m/s.

## Konstrukcja
Bell YAH-63 był dwuosobowym śmigłowcem szturmowym z wolnonośnymi skrzydłami zamontowanymi w układzie średniopłata. Wirnik główny dwułopatowy, mogący pracować po uszkodzeniu łopat pociskami kalibru do 23 mm.. Łopaty wirnika można było ręcznie złożyć. Maszt głowicy składany, podczas lotu w pozycji górnej a do przebazowywania przy użyciu samolotów C-141 lub Lockheed C-5 Galaxy w pozycji dolnej. Dwułopatowe śmigło ogonowe po lewej stronie belki ogonowej, łopaty wykonane z nierdzewnej stali. Półskorupowa kabina załogi z miejscami w układzie tandem. W odróżnieniu od większości śmigłowców szturmowych, w Bellu pierwszy pilot zajmował przedni fotel a pilot-strzelec tylny. Usterzenie ogonowe składające się z dwóch skośnych stateczników pionowych ustawionych prostopadle do belki ogonowej po obu jej stronach, na obu ich końcach zamontowane stateczniki poziome (na górze większy, na dole mniejszy). Obydwa stateczniki poziome sterowane w całości. Podwozie stałe, trójzespołowe z przednim podparciem. Przedni zespół dwukołowy, zespoły główne jednokołowe, przystosowane do przejęcia energii zderzenia z ziemią przy prędkości do 9,75 m/s. Podczas hangarowania lub transportu na pokładzie samolotu podwozie główne można było obniżyć. Jednostkami napędowymi były dwa silniki turbowałowe zamontowane w gondolach zamontowanych po obu stronach kadłuba nad skrzydłami. Fotele pilotów opancerzone, odporne na trafienie pociskiem kalibru do 12,7 mm. Pomiędzy stanowiskiem przednim i tylnym zamontowano pancerną szybę odporną na trafienie pociskiem do 23 mm.

## Uzbrojenie
Uzbrojenie strzeleckie składało się z 3-lufowego działka XM-188 kalibru 30 mm umieszczonego tuż pod dziobem maszyny. Działko sterowane było przez pilota siedzącego na przednim fotelu. Zapas nabojów do działka wynosił 800 – 1200 sztuk i umieszczano je w pojemniku pod podłogą kabiny pilotów. Pojemnik był opancerzony z możliwością odstrzelenia pojemnika od śmigłowca. Na czterech podskrzyłowych zaczepach YAH-63 mógł przenosić 16 kierowanych przewodowo przeciwpancernych pocisków BGM-71 TOW lub niekierowne rakiety kalibru 70 mm, umieszczone w pojemnikach.